# Goldman Sachs

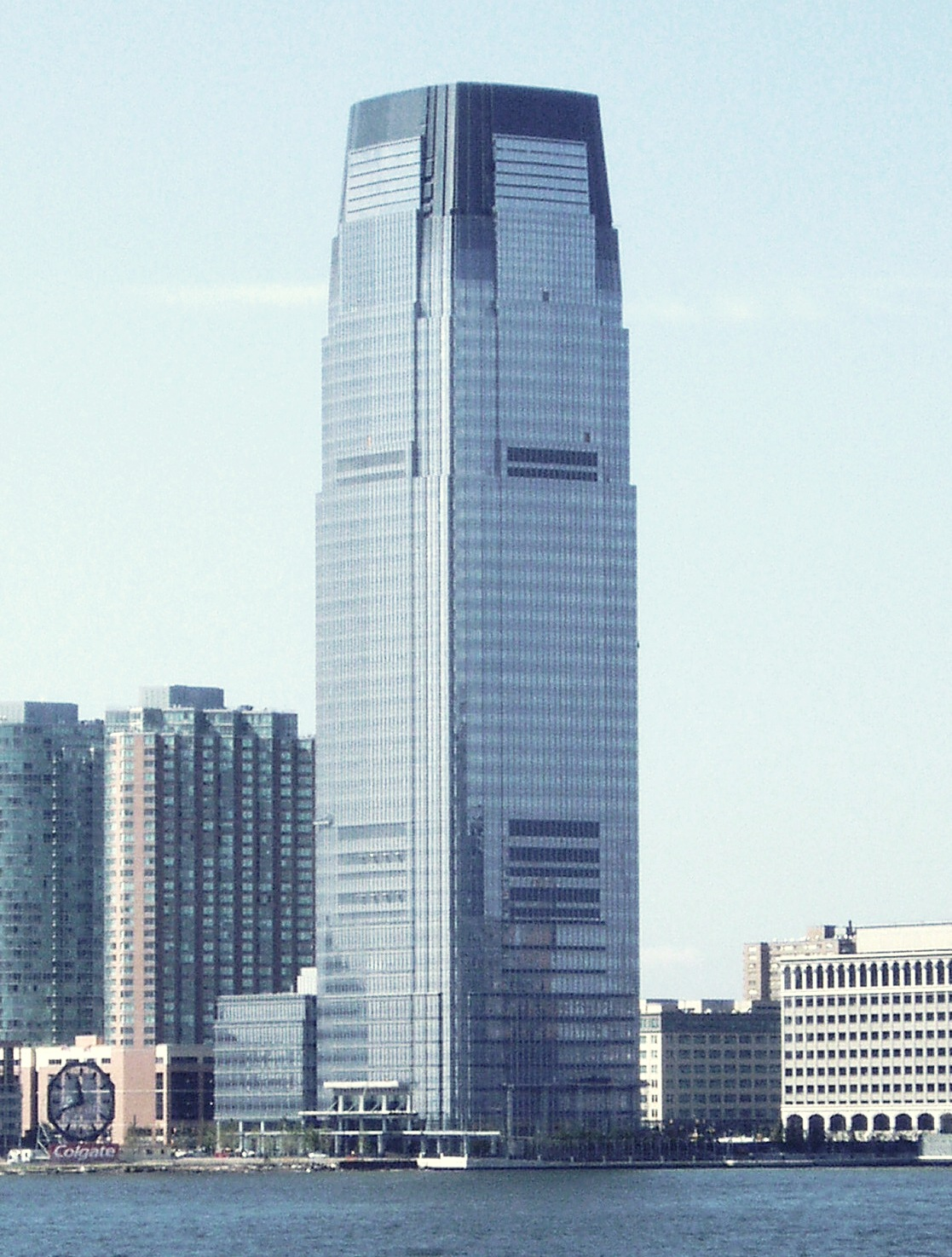
Tháp Goldman Sachs ở số 30 phố Hudson, thành phố Jersey.

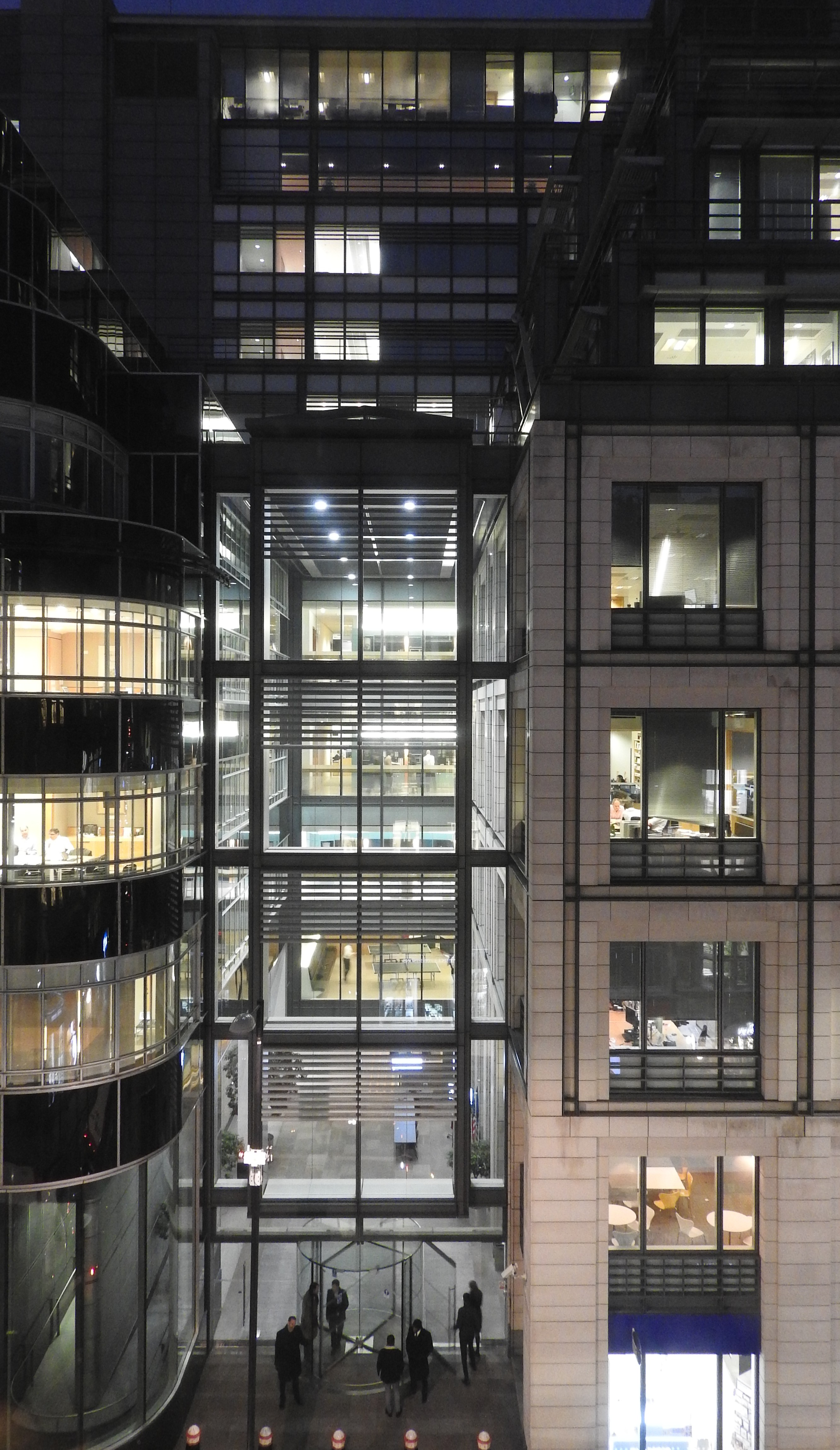
Tòa nhà Goldman Sachs River Court, Phố Fleet, London

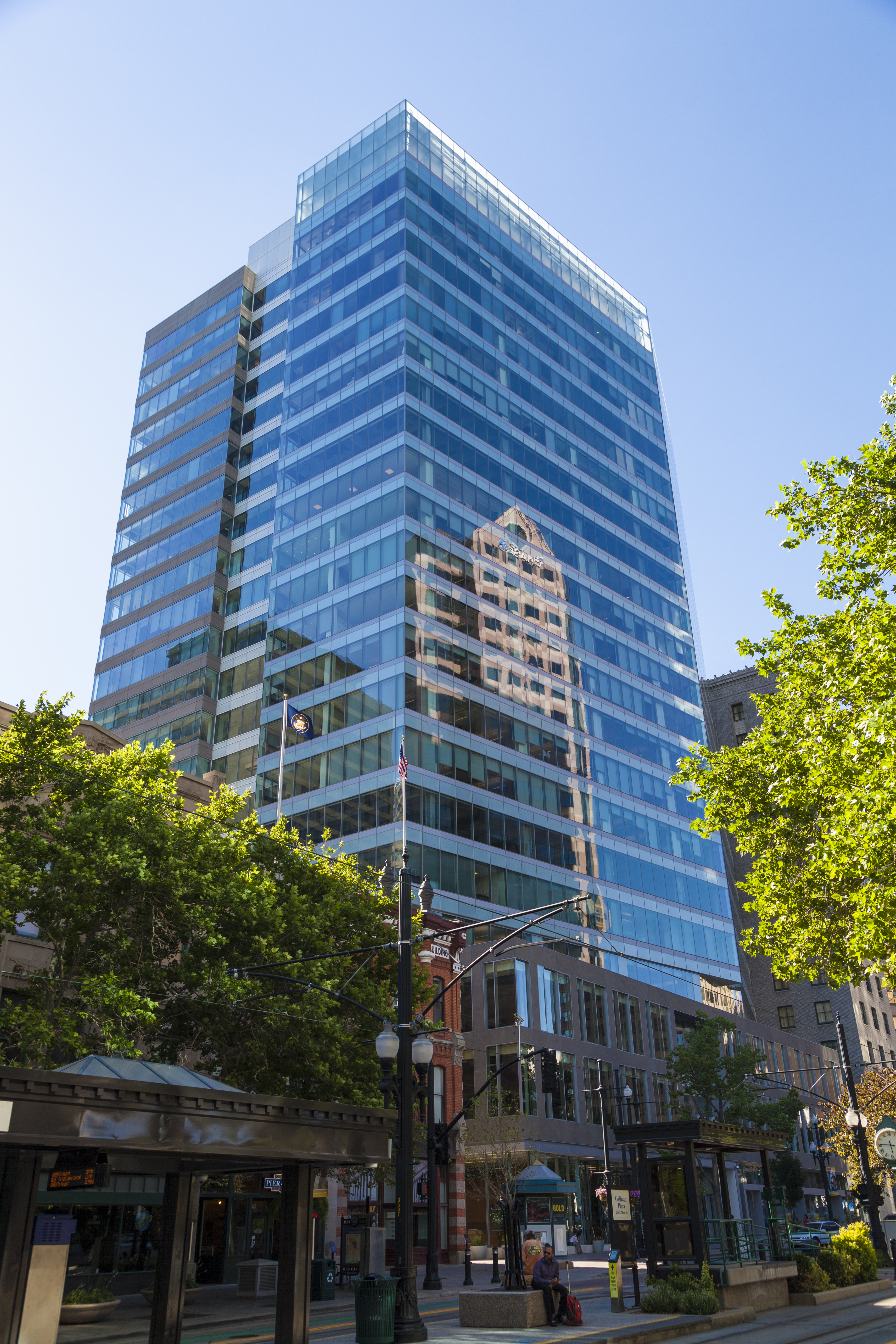
Văn phòng Salt Lake City tại 222 South Main

The Goldman Sachs Group, Inc. (/ˈsæks/) là một ngân hàng đầu tư đa quốc gia ở Hoa Kỳ, tham gia vào các nghiệp vụ ngân hàng đầu tư, chứng khoán, quản lý đầu tư, và các dịch vụ tài chính khác với khách hàng chủ yếu là các tổ chức.
Goldman Sachs cung cấp các dịch vụ trong ngân hàng đầu tư (tư vấn cho mua bán và sáp nhập và tái cơ cấu), bảo lãnh phát hành chứng khoán, quản lý tài sản và quản lý đầu tư, và môi giới chính. Công ty là sản phẩm của nhà tạo lập thị trường và nhà môi giới tín dụng,chứng khoán được bảo đảm bằng thế chấp, có bảo hiểm được liên kết chứng khoán, chứng khoán, tiền tệ, hàng hóa, cổ phiếu, phái sinh vốn chủ sở hữu, sản phẩm có cấu trúc, quyền chọn, và hợp đồng tương lai. Đây là một đại lý chính trên thị trường Bảo mật kho bạc Hoa Kỳ. Công ty cung cấp các dịch vụthanh toán bù trừ và ngân hàng giám sát, cung cấp các dịch vụ quản lý tài sản thông qua Quản lý tài chính cá nhân của Goldman Sachs. Công ty điều hành quỹ cổ phần tư nhân, quỹ tín dụng và bất động sản, và quỹ phòng hộ. Công ty cấu trúc các sản phẩm tài chính phức tạp và được thiết kế riêng. Công ty cũng sở hữu Ngân hàng Goldman Sachs Hoa Kỳ, một ngân hàng trực tuyến. Công ty giao dịch cả thay mặt cho khách hàng của mình (giao dịch luồng) và cho tài khoản của chính mình (giao dịch độc quyền).
Goldman Sachs thành lập năm 1869 và có trụ sở chính tại 200 West Street ở Lower Manhattan với các trụ sở khu vực ở London, Warsaw, Bangalore, Hồng Kông, Tokyo và Thành phố Salt Lake và các văn phòng bổ sung tại các trung tâm tài chính quốc tế khác.
Công ty đầu tư và thu xếp tài chính cho các công ty khởi nghiệp, và trong nhiều trường hợp, có thêm hoạt động kinh doanh khi các công ty tung ra các đợt chào bán lần đầu ra công chúng. Các đợt chào bán công khai ban đầu đáng chú ý mà Goldman Sachs là người dẫn đầu về bookrunner bao gồm Twitter, Bumble, Robinhood Markets, Coupang, Toast, Inc., FIGS, và Las Vegas Sands. Các công ty khởi nghiệp mà công ty hoặc quỹ của công ty đã đầu tư bao gồm  H2O.ai, Acronis, Amount, Striim, PLACE, Unqork, và Enterra.
Công ty cũng hứng chịu chỉ trích vì thiếu các tiêu chuẩn đạo đức, làm việc với chế độ độc tài, mối quan hệ thân thiết với chính phủ liên bang Hoa Kỳ thông qua "cửa xoay" của các cựu nhân viên và làm tăng giá hàng hóa thông qua đầu cơ tương lai. Mặc dù công ty đã xuất hiện trong danh sách 100 công ty tốt nhất để làm việc do Fortune tổng hợp, chủ yếu do mức lương thưởng cao, nhưng cũng bị nhân viên chỉ trích việc phải làm 100 giờ hàng tuần, mức độ không hài lòng của nhân viên trong các nhà phân tích năm đầu tiên, sự đối xử ngược đãi của cấp trên, sự thiếu hụt nguồn lực sức khỏe tinh thần và mức độ căng thẳng cực kỳ cao ở nơi làm việc dẫn đến sự khó chịu về thể chất.

### Thành lập và công bố
Goldman Sachs do Marcus Goldman thành lập tại Thành phố New York vào năm 1869. Năm 1882, con rể của Goldman Samuel Sachs gia nhập công ty. Năm 1885, Goldman đưa con trai Henry và con rể Ludwig Dreyfuss vào kinh doanh và công ty lấy tên hiện tại là Goldman Sachs & Co. Công ty đã đi tiên phong trong việc sử dụng thương phiếu cho các doanh nhân và gia nhập Sở giao dịch chứng khoán New York (NYSE) vào năm 1896. Đến năm 1898, vốn của công ty là 1,6 triệu đô la.
Goldman tham gia thị trường đợt phát hành lần đầu ra công chúng vào năm 1906 khi Sears, Roebuck and Company được công khai. Thỏa thuận được thực hiện bởi tình bạn cá nhân của Henry Goldman với Julius Rosenwald, chủ sở hữu của Sears. Tiếp theo là các đợt IPO khác, bao gồm F. W. Woolworth và Continental Can . Năm 1912, Henry S. Bowers trở thành người không phải thành viên đầu tiên của gia đình sáng lập trở thành đối tác của công ty và chia sẻ lợi nhuận của công ty.
Năm 1917, dưới áp lực ngày càng lớn từ các đối tác khác trong công ty do lập trường thân Đức của mình, Henry Goldman từ chức. Gia đình Sachs giành toàn quyền kiểm soát công ty cho đến khi Waddill Catchings gia nhập công ty vào năm 1918. Đến năm 1928, Catchings là đối tác của Goldman với cổ phần lớn nhất trong công ty.
Ngày 4 tháng 12 năm 1928, công ty đã thành lập Goldman Sachs Trading Corp, một quỹ đóng. Quỹ này đã thất bại trong cuộc sụp đổ của Thị trường Chứng khoán năm 1929, trong bối cảnh bị cáo buộc rằng Goldman đã tham gia vào việc thao túng giá cổ phiếu và giao dịch nội gián.

### Thế kỷ 21
Tháng 9 năm 2000, Goldman Sachs đã mua Spear, Leeds & Kellogg, một trong những công ty chuyên doanh lớn nhất trên Sàn giao dịch Chứng khoán New York, với giá 6,3 tỷ đô la. Tháng 1 năm 2000, Goldman, cùng với Lehman Brothers, là giám đốc chính của đợt cung cấp trái phiếu internet đầu tiên cho Ngân hàng Thế giới. Tháng 3 năm 2003, công ty đã nắm giữ 45% cổ phần trong một liên doanh với JBWere, ngân hàng đầu tư của Úc. Tháng 4 năm 2003, Goldman mua lại The Ayco Company L.P., một dịch vụ tư vấn tài chính có thu phí. Tháng 12 năm 2005, bốn năm sau báo cáo về các nền kinh tế "BRIC" mới nổi (Brazil, Nga, Ấn Độ và Trung Quốc), Goldman Sachs đặt tên là "Next Eleven" danh sách các quốc gia, sử dụng sự ổn định kinh tế vĩ mô, sự trưởng thành về chính trị, sự cởi mở của các chính sách thương mại và đầu tư và chất lượng giáo dục làm tiêu chí: Bangladesh, Ai Cập, Indonesia, Iran, Mexico, Nigeria, Pakistan, Philippines, Thổ Nhĩ Kỳ, Hàn Quốc và Việt Nam.
Tháng 5 năm 2006, Paulson rời công ty để làm Bộ trưởng Ngân khố Hoa Kỳ, và Lloyd Blankfein được thăng chức thành Chủ tịch kiêm Giám đốc điều hành. Tháng 1 năm 2007, Goldman, cùng với CanWest Global Communications, mua lại Alliance Atlantis, công ty có bản quyền phát sóng đối với loạt CSI.

## Hoạt động từ thiện
Theo trang web của mình, Goldman Sachs đã cam kết vượt quá 1,8 tỷ đô la cho các sáng kiến từ thiện.
Goldman Sachs báo cáo kết quả hoạt động môi trường và xã hội trong một báo cáo hàng năm về Trách nhiệm xã hội của doanh nghiệp tuân theo giao thức Sáng kiến Báo cáo Toàn cầu.
Công ty cung cấp Quỹ tư vấn của các nhà tài trợ (donor advised fund viết tắt là DAF) có tên là Goldman Sachs Gives quyên góp cho các tổ chức từ thiện với số tiền quyên góp của nhân viên lên đến 20.000 đô la. Một cuộc điều tra năm 2019 của Sunk đối với DAF và nhóm thù địch đã phát hiện ra rằng quỹ tư vấn tài trợ của Goldman Sachs đã không được sử dụng để tài trợ cho bất kỳ nhóm thù địch SPLC nào, nhưng quỹ không có bất kỳ chính sách rõ ràng nào ngăn chặn thay vì quyên góp.

## Tranh cãi và các vấn đề pháp lý

### Góc nhìn của nhân viên
Tháng 3 năm 2012, Greg Smith, khi đó là người đứng đầu bộ phận kinh doanh các công cụ phái sinh vốn cổ phần của Goldman Sachs Hoa Kỳ tại Châu Âu, Trung Đông và Châu Phi (EMEA), đã từ chức thông qua một bức thư phản biện được in dưới dạng op-ed trong The New York Times. Trong bức thư, ông công kích Giám đốc điều hành Goldman Sachs và Chủ tịch Lloyd Blankfein vì không đi theo văn hóa của công ty, mà ông mô tả là "thứ nước sốt bí mật khiến nơi này trở nên tuyệt vời và cho phép chúng tôi giành được sự tin tưởng của khách hàng trong 143 năm". Smith nói rằng việc tư vấn cho khách hàng "làm những gì tôi tin là phù hợp với họ" ngày càng trở nên không phổ biến. Thay vào đó là một môi trường "độc hại và phá hoại", trong đó "lợi ích của khách hàng tiếp tục bị gạt sang một bên", ban quản lý cấp cao đã mô tả khách hàng là "những con rối" và các đồng nghiệp nói về việc "gạt khách hàng qua một bên". Đáp trả lại, Goldman Sachs nói "chúng tôi sẽ chỉ thành công nếu khách hàng của chúng tôi thành công", khẳng định "sự thật cơ bản này nằm ở trọng tâm của cách chúng tôi tự ứng xử", và rằng "chúng tôi không nghĩ [nhận xét của Smith] phản ánh cách chúng tôi điều hành công việc kinh doanh của mình". Cuối năm đó, Smith đã xuất bản một cuốn sách có tựa đề Why I left Goldman Sachs.

### Vụ kiện thiên vị phân biệt giới tính
Năm 2010, hai cựu nhân viên nữ đã đệ đơn kiện Goldman Sachs vì tội phân biệt giới tính. Cristina Chen-Oster và Shanna Orlich tuyên bố công ty đã cổ vũ cho một "văn hóa quấy rối và tấn công tình dục" khiến phụ nữ bị "tình dục hóa hoặc bị phớt lờ". Vụ kiện đề cập đến sự phân biệt đối xử về văn hóa và lương bao gồm các chuyến đi của khách hàng thường xuyên đến các câu lạc bộ thoát y, các buổi đi chơi gôn của khách hàng không tính đến nhân viên nữ và thực tế là các phó chủ tịch nữ kiếm được ít hơn 21% so với các đồng nghiệp nam của họ. Tháng 3 năm 2018, thẩm phán đã ra phán quyết rằng các nhân viên nữ có thể theo đuổi yêu sách của họ với tư cách là một nhóm trong một vụ kiện tập thể chống lại Goldman về định kiến giới tính, nhưng vụ kiện tập thể này loại trừ yêu cầu của họ về quấy rối tình dục.

### Nhân sự "quay vòng" với chính phủ Hoa Kỳ
Một số người trong danh sách các cựu nhân viên của Goldman Sachs sau này đều làm việc đảm nhận các vị trí trong nội các chính phủ. Các ví dụ đáng chú ý bao gồm Steven Mnuchin Robert Rubin, và Henry Paulson, đều là các cựu Bộ trưởng Ngân khố Hoa Kỳ; Chủ tịch Ủy ban Chứng khoán và Giao dịch Hoa Kỳ là Gary Gensler; cựu Bộ trưởng Ngoại giao là John C. Whitehead; cựu cố vấn kinh tế trưởng là Gary Cohn; Thống đốc New Jersey Phil Murphy và cựu Thống đốc New Jersey là Jon Corzine; cựu Thủ tướng Ý Mario Monti; cựu Ngân hàng Trung ương Châu Âu Tổng thống và Thủ tướng đương nhiệm của Ý Mario Draghi; cựu giám đốc Ngân hàng Canada và Thống đốc Ngân hàng Anh là Mark Carney; Bộ trưởng tài chính nước Anh là Rishi Sunak; và cựu Thủ tướng Úc là Malcolm Turnbull. Ngoài ra, các nhân viên cũ của Goldman đều đứng đầu Sở giao dịch chứng khoán New York, Nhóm giao dịch chứng khoán London, Ngân hàng thế giới và các ngân hàng cạnh tranh như Citigroup và Merrill Lynch.

### Giao dịch trái phép của nhà giao dịch Matthew Marshall Taylor của Goldman Sachs

#### Giá nhôm và nguồn cung cấp
Trong một bài báo vào tháng 7 năm 2013, David Kocieniewski, một nhà báo của The New York Times đã cáo buộc Goldman Sachs và các công ty Phố Wall khác "lợi dụng các quy định liên bang được nới lỏng" để thao túng "nhiều loại hàng hóa trên thị trường, đặc biệt là nhôm, trích dẫn" hồ sơ tài chính, tài liệu quản lý và các cuộc phỏng vấn với những người tham gia vào các hoạt động ". Sau khi Goldman Sachs mua lại công ty kho bãi nhôm Metro International vào năm 2010, thời gian chờ đợi của các khách hàng trong kho để giao nguồn cung cấp nhôm cho nhà máy của họ - để làm lon bia, vách ngăn nhà và các sản phẩm khác - đã tăng từ trung bình 6 tuần lên hơn 16 tháng" theo hồ sơ ngành. "Các nhà phân tích ngành công nghiệp nhôm nói rằng sự trì hoãn kéo dài tại Metro International sau khi Goldman tiếp quản là lý do chính khiến phí bảo hiểm đối với tất cả nhôm bán trên thị trường giao ngay đã tăng gấp đôi kể từ năm 2010." Việc tăng giá đã khiến "người tiêu dùng Mỹ tiêu tốn hơn 5 tỷ USD" từ năm 2010 đến năm 2013, theo các cựu giám đốc điều hành, nhà phân tích và nhà tư vấn trong ngành. Nguyên nhân của việc này được cho là do Goldman sở hữu 1/4 nguồn cung cấp nhôm quốc gia - tương đương một triệu rưỡi tấn - trong mạng lưới 27 nhà kho Metro International mà Goldman sở hữu ở Detroit, Michigan. Để tránh tích trữ và thao túng giá, Sở giao dịch kim loại London yêu cầu "ít nhất 3.000 tấn kim loại đó phải được chuyển ra ngoài mỗi ngày". Goldman đã giải quyết yêu cầu này bằng cách chuyển nhôm - không phải đến các nhà máy, mà là "từ nhà kho này sang nhà kho khác" - theo Times.

## Quản lý

### Các nhân viên cấp cao và giám đốc
Các thành viên đáng chú ý hiện tại không phải là thành viên hội đồng quản trị của công ty là M. Michele Burns, Bill George, James A. Johnson, Ellen J. Kullman, Lakshmi Mittal, Adebayo Ogunlesi, Peter Oppenheimer, Debora Spar, Mark Tucker, và David Viniar. Các giám đốc không phải là nhân viên nhận được khoản thù lao hàng năm từ $450,000 đến $475,000.
Các nhân vật cấp cao của công ty được liệt kê trên trang web như sau:
| Tên              | Quốc tịch | Vị trí hiện tại                                | Kể từ |      |
| ---------------- | --------- | ---------------------------------------------- | ----- | ---- |
| David M. Solomon | Hoa Kỳ    | Chủ tich HĐQT và CEO                           | 2018  | $N/A |
| John E. Waldron  | Hoa Kỳ    | Chủ tịch và COO                                | 2018  |      |
| Denis Coleman    | Hoa Kỳ    | Phó chủ tịch điều hành kiêm Giám đốc tài chính |       |      |

### Danh sách chủ tịch và giám đốc điều hành
1. Marcus Goldman (1869–1894)
2. Samuel Sachs (1894–1928)
3. Waddill Catchings (1928-1930)
4. Sidney Weinberg (1930–1969)
5. Gus Levy (1969–1976)
6. John C. Whitehead và John L. Weinberg (1976–1985)
7. John L. Weinberg (1985–1990)
8. Robert Rubin (1990–1992)
9. Stephen Friedman (1992–1994)
10. Jon Corzine (1994–1998)
11. Henry Paulson (1999–2006)
12. Lloyd Blankfein (2006–2018)
13. David M. Solomon (2018–nay)

## Các nhân viên của Goldman Sachs đã trở thành tác gia
- Dambisa Moyo
- Chetan Bhagat
- Greg Smith

## Các tài liệu nghiên cứu của Goldman Sachs
Sau đây là các bài nghiên cứu đáng chú ý của Goldman Sachs:
- Báo cáo Kinh tế Toàn cầu số: 93 (Tăng trưởng và Thất nghiệp Nam Phi: Triển vọng 10 năm): Đưa ra các dự báo kinh tế cho Nam Phi trong 10 năm tới. Xuất bản ngày 13 tháng 5 năm 2003.
- Báo cáo Kinh tế Toàn cầu số: 99 (Dreaming With BRICs: The Path to 2050): Giới thiệu khái niệm BRIC, khái niệm này đã trở nên phổ biến rộng rãi trên các phương tiện truyền thông và trong nghiên cứu kinh tế kể từ thời điểm này. Nó cũng đưa ra các dự báo kinh tế vào năm 2050 cho G7 và Nam Phi. Đây là những dự báo kinh tế dài hạn đầu tiên bao gồm GDP của nhiều quốc gia. Xuất bản ngày 1 tháng 10 năm 2003.[54]
- Bài báo Kinh tế toàn cầu số: 134 (BRICs vững chắc như thế nào): Giới thiệu khái niệm Next Eleven. Xuất bản ngày 1 tháng 12 năm 2005.[55]
- Báo cáo Kinh tế Toàn cầu: 173 (Các quốc gia thành viên EU mới - BRIC thứ năm?): Đưa ra các dự báo kinh tế năm 2050 cho toàn bộ các quốc gia thành viên mới của EU. Xuất bản ngày 26 tháng 9 năm 2008.[56]
- Báo cáo Kinh tế Toàn cầu: 188 (Một Hàn Quốc thống nhất; Đánh giá lại các rủi ro của Triều Tiên (Phần I)): Đưa ra các dự báo kinh tế năm 2050 cho Triều Tiên trong trường hợp giả định Triều Tiên thực hiện các cải cách thị trường tự do lớn ngay lúc này. Xuất bản vào ngày 21 tháng 9 năm 2009.[57]
- Thế vận hội và Kinh tế 2012: Đưa ra dự đoán về số lượng huy chương vàng và cho biết số huy chương Olympic mà mỗi quốc gia giành được tại Thế vận hội 2012, sử dụng dữ liệu kinh tế và dữ liệu Olympic trước đó. Xuất bản năm 2012.[58]